# Statue de Simón Bolívar (Londres)
 (mars 2024).
Une sculpture extérieure en bronze représentant le général et homme politique vénézuélien Simón Bolívar (1783 - 1830), par le sculpteur italien Hugo Daini (en), est située au sud-est de Belgrave Square à Londres, au Royaume-Uni,,,.

## Historique
La statue est dévoilée par James Callaghan, alors secrétaire d'État aux Affaires étrangères et du Commonwealth en 1974 (il deviendra premier ministre de 1976 à 1979),.

## Socle de la statue
Sur le socle se trouvent les mots :

« I am convinced that England alone is capable of protecting the world's rights as she is great, glorious and wise »

I am convinced that England alone is capable of protecting the world's rights as she is great, glorious and wise. (« Je suis convaincu que seule l'Angleterre est capable de protéger les droits du monde, car elle est grande, glorieuse et sage. »)
Les noms des pays libérés par Bolívar sont inscrits sur le socle :

« Libérateur du Venezuela, de la Colombie, de l'Équateur, du Pérou, de la Bolivie et du Panama. »

## Voir également
- Statue équestre de Simón Bolívar (Washington, DC) (en)
- Liste d'œuvres d'art public à Belgravia (en)